# Сидельников, Виктор Михайлович
Виктор Михайлович Сидельников (15 октября 1928, Харьков, УССР — 31 мая 1997, Киев, Украина) — советский педиатр.

## Биография
Родился 15 октября 1928 года в г. Харькове.
В 1955 году окончил педиатрический факультет Киевского медицинского института.
С 1958 по 1970 гг. — ассистент, затем доцент педиатрических кафедр Киевского медицинского института. С 1971 по 1997 гг. заведовал кафедрой госпитальной педиатрии Киевского медицинского института (в настоящее время — кафедра педиатрии № 2 Национального медицинского университета имени А. А. Богомольца Министерства здравоохранения Украины).
Работал деканом педиатрического факультета (1980—1984), проректором по научной работе (1972—1978), проректором по лечебной работе (1984—1989) Киевского медицинского института.
В 1958 году защитил кандидатскую диссертацию «Белковый спектр плазмы крови в клинике ревматизма у детей» (научный руководитель — профессор Э. Г. Городецкая). В 1969 году защитил докторскую диссертацию «Диагностика некоторых врожденных пороков сердца у детей и оценка нарушений гемодинамики по косвенным показателям» (научный консультант — профессор И. М. Руднев). В 1971 году ему присвоено учёное звание «профессор».
В. М. Сидельников создал научную школу детской кардиоревматологии и детской аллергологии. В частности, описал мельчайший дефект межжелудочковой перегородки, методику применения сердечных гликозидов у детей, является автором противовоспалительного препарата Пирамидант и мази для лечения атопического дерматита у детей. Большое внимание уделял научным разработкам в области интенсивной педиатрии и неонатологии.
Принимал участие в ликвидации аварии на Чернобыльской АЭС и изучал вопросы экологической педиатрии. В 1986 г. ему было присвоено звание Заслуженного деятеля науки и техники Украинской ССР, в 1990 г. был избран членом Национальной комиссии по радиационной защите Украины.
Главный педиатр МЗ Украины (1972—1974), Главный детский кардиоревматолог МЗ Украины (1975—1997). Главный редактор журнал «Педиатрия, акушерство и гинекология» (1982—1997).
Член-корреспондент Академии медицинских наук СССР (1986), Национальной академии наук Украины (1992), Академии медицинских наук Украины (1993).
Автор более 300 научных работ, среди которых — 15 учебников, пособий и монографий по педиатрии. Подготовил 8 докторов и 23 кандидата медицинских наук.
Награждён орденом Трудового Красного Знамени, многими медалями, грамотами.
Умер 31 мая 1997 года в Киеве. Похоронен вместе с женой на Байковом кладбище (участок № 49а).
С 1999 года на Украине учреждены ежегодные Сидельниковские чтения (Всеукраинская научно-практическая конференция «Актуальные вопросы педиатрии» памяти профессора В. М. Сидельникова).